# خانه رستم فرخزاد
خانه رستم فرخزاد مربوط به دوره پهلوی اول است و در کرمان، میدان شهدا، خیابان زریسف، کوچه آتشکده واقع شده و این اثر در تاریخ ۲۴ اسفند ۱۳۸۳ با شمارهٔ ثبت ۱۱۶۰۳ به‌عنوان یکی از آثار ملی ایران به ثبت رسیده است.